# Yangchuanosaurus
A Yangchuanosaurus a theropoda dinoszauruszok egyik neme, amely Kínában élt a késő jura időszak késő oxfordi (és feltehetően a kimmeridge-i) korszakában, azonban a mérete és a külseje hasonlított észak-amerikai kortársára, az Allosaurusra. A Shaximiao (Sahszimiao) Formáció felső részéről került elő, ahol a legnagyobb húsevő volt, és olyan dinoszauruszokkal élt együtt, mint a sauropodák közé tartozó Mamenchisaurus és Omeisaurus, valamint a stegosaurusok közé tartozó Chialingosaurus, Tuojiangosaurus és Chungkingosaurus.

## Anatómia

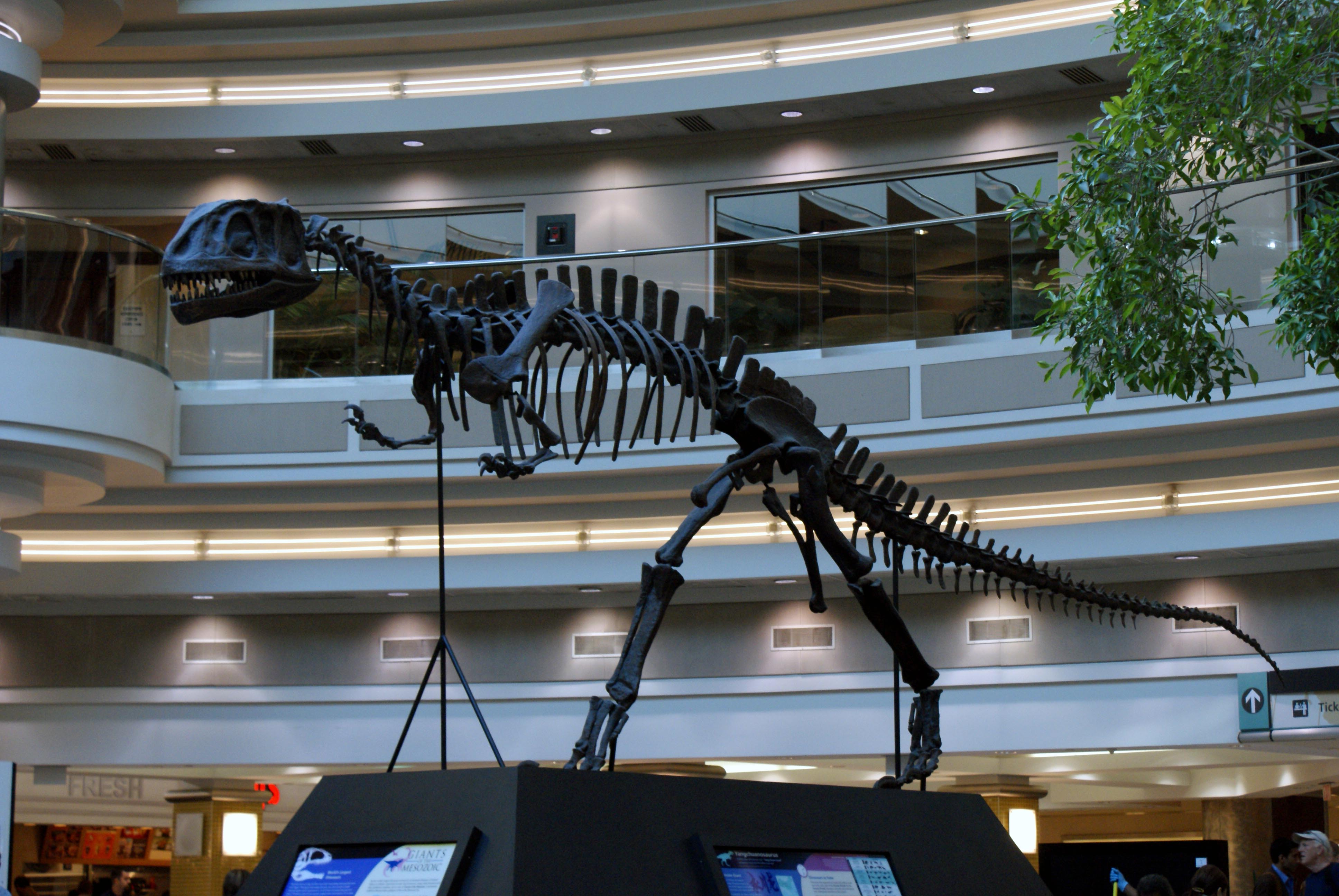
A Yangchuanosaurus csontváza Atlantában

A Yangchuanosaurus egy meglehetősen nagy méretű theropoda volt. A Y. shangyouensis holotípusa egy 82 centiméter hosszú koponya, ami alapján a teljes testhossz körülbelül 8 méter lehetett. Egy másik példány, melyet az új Y. magnus fajhoz kapcsoltak, még nagyobb volt, a koponyája hossza elérte az 1,11 métert. A testhossza 10,8 méter, a tömege pedig 3,4 tonna lehetett. Az orron a Ceratosaurushoz hasonlóan egy csontos dudor, és több kisebb szarv és redő helyezkedett el. Súlyos farka körülbelül a testhossza felét érte el.

## Felfedezés és fajok

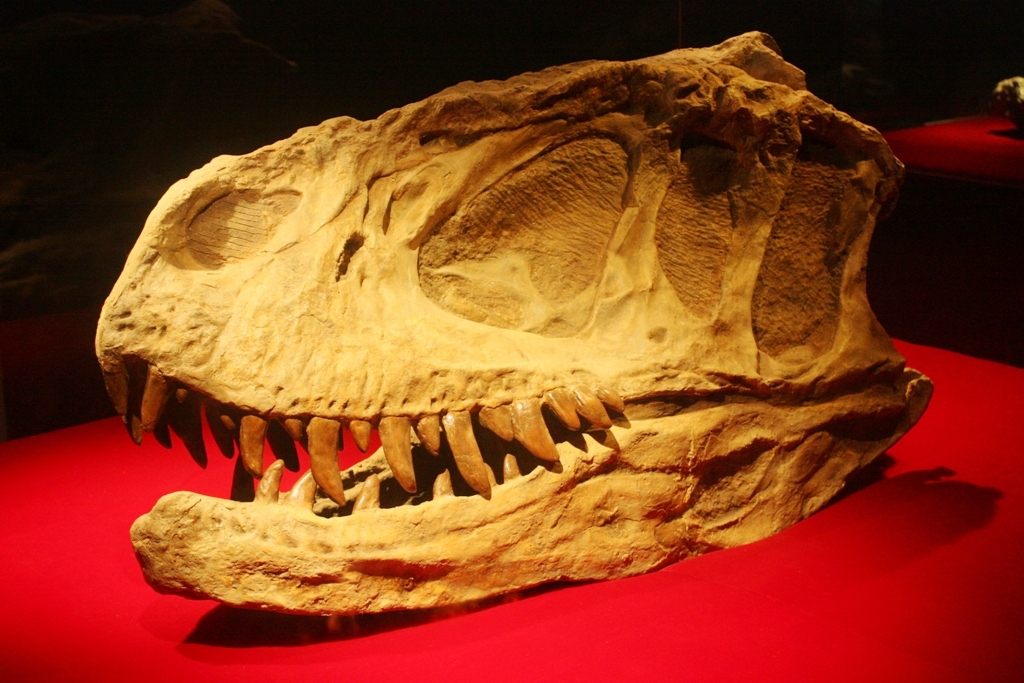
A Yangchuanosaurus koponyája

1977 júniusában egy majdnem teljes csontváz került elő a Yongchuan (Jungcsuan) körzetben, a Shangyou (Sangju) Reservoir Dam építkezésén, amely a Yangchuanosaurus shangyouensis nevet kapta. Azóta további csontvázakat fedeztek fel.
Gregory S. Paul (1988-ban) úgy ítélte meg, hogy ez a nem azonos a Metriacanthosaurusszal, de ez az elképzelés nem talált támogatásra.

## Kiállított példányok

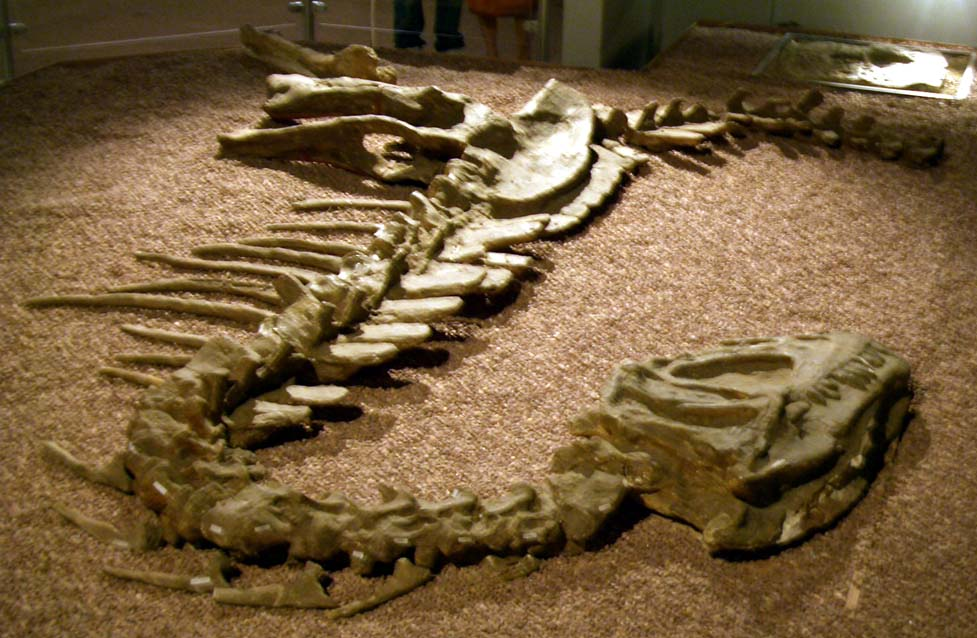
A Yangchuanosaurus shangyouensis csontváza a Hongkongi Tudomány Múzeumában (Hong Kong Science Museum)

- Az Yangchuanosaurus shangyouensis eredeti csontvázát a Chongqingi (Csungcsing) Községi Múzeumban állították ki a Y. magnus egyes maradványaihoz hasonlóan. Egy másik, a szecsuani Xuanhan (Hszüanhan) megyében felfedezett példány a Pekingi Természetrajzi Múzeumban látható.

## Fordítás
- Ez a szócikk részben vagy egészben a Yangchuanosaurus című angol Wikipédia-szócikk ezen változatának fordításán alapul.  Az eredeti cikk szerkesztőit annak laptörténete sorolja fel. Ez a jelzés csupán a megfogalmazás eredetét és a szerzői jogokat jelzi, nem szolgál a cikkben szereplő információk forrásmegjelöléseként.